# Белелуя (село)
Белелу́я (укр. Белелуя) — село в Снятынской городской общине Коломыйского района Ивано-Франковской области Украины.
Население по переписи 2001 года составляло 1500 человек. Занимает площадь 13,49 км². Почтовый индекс — 78332. Телефонный код — 03476.

## Известные уроженцы
- Баженский, Порфирий Иванович (1836—1920) — русско-галицский композитор, теоретик музыки, фольклорист, музыковед и музыкальный писатель, священник УГКЦ, отец Ольги-Александры Бажанской-Озаркевич (1866—1906) — украинской пианистки, фольклористки и писательницы[2].
- Кобринская, Наталия Ивановна (1855—1920) — галицко-русская писательница.